# Club sportif de Clichy basket-ball
Pour l’article homonyme, voir CS Clichy 92.
Le CS Clichy basket-ball est le club de basket-ball et de basket-ball en fauteuil roulant de Clichy.

## Histoire
La section handibasket accède à la Nationale A, soit le plus haut niveau français, en 2014, après une saison 2013-2014 ponctuée par un doublé championnat de France (Nationale B) et Coupe de France de la Commission, un an seulement après avoir remporté le championnat de France de Nationale C,,.

## Palmarès
National
- Championnat de France de Nationale 1A :
  - Première accession lors de la saison 2014-2015
- Championnat de France de Nationale 1B :
  -  Champion en 2014
- Championnat de France de Nationale 1C :
  -  Champion en 2013
- Coupe de France de la Commission[6] : 2014  1999 a 2000  Champion de France 1B en 2003 a 2004  Champion de France 1C et Vice Champion de la coupe de France  av la JDA Champion de France 1B  Champion de France  nationale 2 avec Chalon Elan